# Penne all'arrabbiata
Penne all'arrabbiata é um prato típico italiano, feito com massa do tipo penne, coberta por um molho feito com alho, tomates e chili, refogado com azeite e com salsa picada por cima.
O molho é chamado de all'arrabbiata por causa da pimenta forte que contém (arrabbiato, em italiano, significa "irritado").